# یحیی خل
یحیی خل (به لاتین: Yahya Kheyl) یک منطقهٔ مسکونی در افغانستان است که در ولایت پکتیکا واقع شده‌است.